# Na Sieradzkich Szlakach
Na Sieradzkich Szlakach – kwartalnik historyczno-krajoznawczy, poświęcony popularyzacji Ziemi Sieradzkiej, ukazujący się od roku 1985. Wydawany jest przez Oddział Polskiego Towarzystwa Turystyczno-Krajoznawczego w Sieradzu.
Czasopismo wydawane w formacie A4 osiąga objętość do 92 stron. Kwartalnik powstał w kręgu ludzi społecznie zaangażowanych w Polskim Towarzystwie Turystyczno-Krajoznawczym. Pismo prezentuje dziedzictwo kulturowe Ziemi Sieradzkiej, jej zabytki, historię, szlaki turystyczne oraz ciekawostki przyrodnicze. W czerwcu 2015 r. obchodziło jubileusz 30-lecia działalności. Wydano z tej okazji publikację Stąd nasz ród. 30 lat Na Sieradzkich Szlakach pod redakcją dr Zdzisława Włodarczyka.
Redakcja (do 2018 r.): Andrzej Ruszkowski – przewodniczący, Bożena Antoszczyk, Rafał Bogusławski, Jakub Jurek, Elżbieta Nejman, Wiesława Sujecka, Józef Szubzda, dr Zdzisław Włodarczyk.
Stali współpracownicy (do 2018 r.): Krystyna Brodowska, Jadwiga Brożyńska, Marta Cichecka, Maciej Ignasiak, Zygmunt Kamiński, Jerzy Kowalski, Robert Kielek, Artur Musiał, Maciej Rataj, prof. dr hab. Jan Teofil Siciński, Jarosław Stulczewski, Janusz Ziarnik.

## Nagrody i wyróżnienia
- Rada Powiatu Sieradzkiego na wniosek Kapituły do spraw tytułu honorowego uchwałą NR II/8/2010 z dnia 14 grudnia 2010 roku nadała Medal i Tytuł Honorowy „Zasłużony dla Ziemi Sieradzkiej” wydawcy kwartalnika „Na Sieradzkich Szlakach” – PTTK w Sieradzu.
- Nagroda Superekslibris Wojewódzkiej Biblioteki Publicznej im. Marszałka Józefa Piłsudskiego w Łodzi przyznana w 2014 roku Redakcji kwartalnika „Na Sieradzkich Szlakach” za całokształt dotychczasowych osiągnięć w zakresie publikacji o Ziemi Łódzkiej.